# Pero sublucida
Pero sublucida là một loài bướm đêm trong họ Geometridae.